# Mamoea
Genre
Mamoea est un genre d'araignées aranéomorphes de la famille des Desidae.

## Distribution
Les espèces de ce genre sont endémiques de Nouvelle-Zélande.

## Liste des espèces
Selon World Spider Catalog (version 18.5, 18/11/2017) :
- Mamoea assimilis Forster & Wilton, 1973
- Mamoea bicolor (Bryant, 1935)
- Mamoea cantuaria Forster & Wilton, 1973
- Mamoea cooki Forster & Wilton, 1973
- Mamoea florae Forster & Wilton, 1973
- Mamoea grandiosa Forster & Wilton, 1973
- Mamoea hesperis Forster & Wilton, 1973
- Mamoea hughsoni Forster & Wilton, 1973
- Mamoea inornata Forster & Wilson, 1973
- Mamoea mandibularis (Bryant, 1935)
- Mamoea maorica Forster & Wilton, 1973
- Mamoea montana Forster & Wilton, 1973
- Mamoea monticola Forster & Wilton, 1973
- Mamoea otira Forster & Wilton, 1973
- Mamoea pilosa (Bryant, 1935)
- Mamoea rakiura Forster & Wilton, 1973
- Mamoea rufa (Berland, 1931)
- Mamoea unica Forster & Wilton, 1973
- Mamoea westlandica Forster & Wilton, 1973

## Publication originale
- Forster & Wilton, 1973 : The spiders of New Zealand. Part IV. Otago Museum Bulletin, vol. 4, p. 1-309.